# 千葉開
千葉 開（ちば かい、1993年3月3日 - ）は、日本の元プロボクサー。現在横浜光ボクシングジムのマネージャー兼トレーナー。第52代OPBF東洋太平洋バンタム級王者。

## 経歴・人物
岩手県大船渡市出身。その後に沖縄へ移住。那覇市立小禄中学校を経て沖縄県立那覇高等学校中退。
ボクシングは平仲明信が主宰する平仲ボクシングスクールにて始める。祖父はアマチュアの日本チャンピオンだった人物。実妹はプロゴルファーの千葉華（2022年プロテスト合格）。

## 戦歴
2019年5月10日、後楽園ホールで中川抹茶とバンタム級8回戦を行い、8回3-0（77-75、78-75、77-76）判定勝ちした。
2020年12月26日、墨田区総合体育館で石川春樹と対戦し、8回3-0（80-72×2、79-73）で判定勝ちした。
2021年5月21日、後楽園ホールでOPBF東洋太平洋バンタム級王座決定戦として中嶋一輝と対戦し、12回0-3（112-116、111-117、109-119）で判定負けし、王座獲得に失敗した。
2021年10月30日、後楽園ホールで高山涼深と対戦し、8回0-3（75-76、74-77、73-77）で判定負けした。
2022年9月22日、後楽園ホールで開催された「あしたのジョー　メモリアル2022」にてOPBF東洋太平洋バンタム級王者の栗原慶太に挑戦し、12回0分50秒TKO勝ちし、王座を獲得した。
2023年3月4日、後楽園ホールで開催された「ダイナミックグローブ」にて前OPBF東洋太平洋バンタム級王者の栗原慶太とダイレクトリマッチを行ない、2回2分7秒TKO負けを喫し、王座を失った。同試合敗戦後、現役を引退して同年5月から横浜光ボクシングジムでマネージャー兼トレーナーを務めている。

## 戦績
- アマチュアボクシング - 12戦9勝3敗（3KO）
- プロボクシング - 19戦15勝（9KO）4敗

| 戦           | 日付           | 勝敗 | 時間     | 内容    | 対戦相手                       | 国籍         | 備考                                   |
| ------------ | -------------- | ---- | -------- | ------- | ------------------------------ | ------------ | -------------------------------------- |
| 1            | 2015年12月5日  | ☆    | 3R 0:48  | TKO     | 今川未来（木更津グリーンベイ） | 日本         | プロデビュー戦                         |
| 2            | 2016年6月4日   | ☆    | 1R 1:49  | TKO     | ルスリ・ヤント                 | インドネシア |                                        |
| 3            | 2016年11月21日 | ☆    | 1R 2:58  | TKO     | 徐棟旭                         | 韓国         |                                        |
| 4            | 2017年2月22日  | ☆    | 4R       | TKO     | サーイチョン・オーウワンスワン | タイ         |                                        |
| 5            | 2017年5月20日  | ☆    | 3R       | TKO     | ルンニルン・サイトーンジム     | タイ         |                                        |
| 6            | 2017年8月5日   | ☆    | 6R       | 判定3-0 | 定常育郎（T&T）                | 日本         |                                        |
| 7            | 2017年10月7日  | ☆    | 5R 2:12  | TKO     | 松原陵（帝拳）                 | 日本         |                                        |
| 8            | 2018年1月20日  | ★    | 4R 0:26  | TKO     | ブライアン・ロベターニャ       | フィリピン   |                                        |
| 9            | 2018年5月11日  | ☆    | 8R       | 判定2-1 | 田淵圭祐（八尾）               | 日本         |                                        |
| 10           | 2018年8月22日  | ☆    | 6R       | TKO     | プファ・ポーノブノン           | タイ         |                                        |
| 11           | 2018年12月15日 | ☆    | 6R       | 判定3-0 | 鄭珉廷                         | 韓国         |                                        |
| 12           | 2019年5月10日  | ☆    | 8R       | 判定3-0 | 中川抹茶（角海老宝石）         | 日本         |                                        |
| 13           | 2019年11月2日  | ☆    | 2R 1:49  | TKO     | ジョージ・ルモリー             | インドネシア |                                        |
| 14           | 2020年12月26日 | ☆    | 8R       | 判定3-0 | 石川春樹（RK蒲田）             | 日本         |                                        |
| 15           | 2021年5月21日  | ★    | 12R      | 判定0-3 | 中嶋一輝（大橋）               | 日本         | OPBF東洋太平洋バンタム級王座決定戦     |
| 16           | 2021年10月30日 | ★    | 8R       | 判定0-3 | 高山涼深（ワタナベ）           | 日本         |                                        |
| 17           | 2022年5月20日  | ☆    | 8R       | 判定3-0 | 鶴海高士（寝屋川石田）         | 日本         |                                        |
| 18           | 2022年9月22日  | ☆    | 12R 0:50 | TKO     | 栗原慶太（一力）               | 日本         | OPBF東洋太平洋バンタム級タイトルマッチ |
| 19           | 2023年3月4日   | ★    | 2R 2:07  | TKO     | 栗原慶太（一力）               | 日本         | OPBF王座陥落                           |
| テンプレート |                |      |          |         |                                |              |                                        |

## 獲得タイトル
- 第52代OPBF東洋太平洋バンタム級王者